# Eva González Navas
Eva González Navas, (Alhaurín de la Torre, España, 20 de noviembre de 2002) es una jugadora española de fútbol sala. Juega de ala y su equipo actual es el Atlético Torcal de la Segunda División de fútbol sala femenino de España.

## Trayectoria
Comenzó su carrera en el Victoria Kent, equipo de su ciudad natal, ya cuando llegó a la edad de infantil se fue al Atlético Torcal, equipo por el que ha pasado por todas categorías, ganando un campeonato de España infantil y consiguió el ascenso a primera división con el equipo senior.

## Selección nacional
Ha pasado por las distintas categorías de la selección española, debutando con 13 años con la sub-17. En 2018 consiguió el bronce en los juegos olímpicos de la juventud celebrados en Buenos Aires. En abril de 2022 es llamada por primera vez a la selección absoluta de España.

## Estadísticas

### Clubes
Actualizado al último partido jugado el 12 de junio de 2022.
| Club | Div.          | Temporada     | Liga  | Liga  | Liga       | Liga      | Copas nacionales(1) | Copas nacionales(1) | Copas nacionales(1) | Copas nacionales(1) | Torneos internacionales(2) | Torneos internacionales(2) | Torneos internacionales(2) | Torneos internacionales(2) | Total(3) | Total(3) | Total(3)   | Total(3)  |
| Club | Div.          | Temporada     | Part. | Goles | Amonestado | Expulsado | Part.               | Goles               | Amonestado          | Expulsado           | Part.                      | Goles                      | Amonestado                 | Expulsado                  | Part.    | Goles    | Amonestado | Expulsado |
| --- | ------------- | ------------- | ----- | ----- | ---------- | --------- | ------------------- | ------------------- | ------------------- | ------------------- | -------------------------- | -------------------------- | -------------------------- | -------------------------- | -------- | -------- | ---------- | --------- |
| Atlético Torcal · España |               |               |       |       |            |           |                     |                     |                     |                     |                            |                            |                            |                            |          |          |            |           |
| 2.ª |               |               |       |       |            |           |                     |                     |                     |                     |                            |                            |                            |                            |          |          |            |           |
| 2017-18 |               | -             | -     | -     | -          | -         | -                   | -                   | -                   | -                   | -                          | -                          |                            | -                          | -        | -        |            |           |
| 2018-19 |               | -             | -     | -     | -          | -         | -                   | -                   | -                   | -                   | -                          | -                          |                            | -                          | -        | -        |            |           |
| 2019-20 |               | -             | -     | -     | 1          | 1         | 0                   | 0                   | -                   | -                   | -                          | -                          | 1                          | 1                          | 0        | 0        |            |           |
| 2020-21 |               | -             | -     | -     | -          | -         | -                   | -                   | -                   | -                   | -                          | -                          |                            | -                          | -        | -        |            |           |
| 1.ª |               |               |       |       |            |           |                     |                     |                     |                     |                            |                            |                            |                            |          |          |            |           |
| 2021-22 | 30            | 13            | 6     | 0     | 2          | 0         | 1                   | 0                   | -                   | -                   | -                          | -                          | 32                         | 13                         | 5        | 0        |            |           |
| Total club | Total club    | 30            | 13    | 6     | 0          | 3         | 1                   | 1                   | 0                   | -                   | -                          | -                          | -                          | 33                         | 13       | 7        | 0          |           |
| Total carrera | Total carrera | Total carrera | 30    | 13    | 6          | 0         | 3                   | 1                   | 1                   | 0                   | -                          | -                          | -                          | -                          | 33       | 13       | 7          | 0         |
| (1) Incluye datos de Copa de España / Supercopa de España. (2) Incluye datos de Campeonato de Europa de Clubes y Copa Intercontinental. (3) No incluye datos de partidos amistosos. |               |               |       |       |            |           |                     |                     |                     |                     |                            |                            |                            |                            |          |          |            |           |

## Palmarés y distinciones
- Juegos olimpicos de la Juventud: 1

 2018